# Ginástica nos Jogos Mundiais de 2005
As competições de ginástica nos Jogos Mundiais de 2005 ocorreram no mês de julho. Na ginástica rítmica, quatro eventos foram disputados.

## Eventos
| Ginástica acrobática - Duplas mistas - Duplas masculinas - Duplas femininas - Equipes masculinas - Equipes femininas | Ginástica aeróbica - Duplas mistas - Individual masculino - Individual feminino - Equipes - Trios | Ginástica rítmica - Corda - Arco - Maças - Fita | Ginástica de trampolim - Sincronizado masculino - Sincronizado feminino - Duplo-mini masculino - Duplo-mini feminino - Tumbling masculino - Tumbling feminino |

## Medalhistas

### Ginástica rítmica
| Evento | Ouro               | Prata               | Bronze              |
| Maças  | UKR Anna Bessonova | RUS Vera Sesina     | UKR Natalya Godunko |
| Corda  | RUS Olga Kapranova | KAZ Aliya Yussupova | UKR Natalya Godunko |
| Bola   | RUS Olga Kapranova | UKR Anna Bessonova  | RUS Vera Sesina     |
| Fita   | RUS Vera Sesina    | UKR Natalya Godunko | UKR Anna Bessonova  |

## Quadro de medalhas
| Ordem | País        | Medalha de ouro | Medalha de prata | Medalha de bronze |   |
| ----- | ----------- | --------------- | ---------------- | ----------------- | - |
| 1     | Rússia      | 3               | 1                | 1                 | 5 |
| 2     | Ucrânia     | 1               | 2                | 3                 | 6 |
| 3     | Cazaquistão |                 | 1                |                   | 1 |